# Prayols
Prayols est une commune française située dans le centre du département de l'Ariège, en région Occitanie. Sur le plan historique et culturel, la commune fait partie du pays de Foix, composé de la partie centrale du Plantaurel, du massif de l'Arize et d'un tronçon de la vallée de l'Ariège avec ses quelques affluents.
Exposée à un climat océanique altéré, elle est drainée par l'Ariège et par divers autres petits cours d'eau. Incluse dans le parc naturel régional des Pyrénées ariégeoises, la commune possède un patrimoine naturel remarquable : un site Natura 2000 (« Garonne, Ariège, Hers, Salat, Pique et Neste ») et quatre zones naturelles d'intérêt écologique, faunistique et floristique.
Prayols est une commune rurale qui compte 366 habitants en 2022, après avoir connu une forte hausse de la population depuis 1975. Elle fait partie de l'aire d'attraction de Foix. Ses habitants sont appelés les Prayolais ou Prayolaises.
La ville est particulièrement connue dans l'histoire de la Résistance intérieure française et de la Seconde République espagnole pour accueillir le Monument national des Guerilleros, œuvre de l'artiste Manolo Valiente, lieu de cérémonies commémoratives officielles chaque année, comme en 1982 par le président français François Mitterrand et le chef du gouvernement espagnol Felipe González.

## Géographie

### Localisation
La commune de Prayols se trouve dans le département de l'Ariège, en région Occitanie.
Sur le plan historique et culturel, Prayols fait partie du pays de Foix, composé de la partie centrale du Plantaurel, du massif de l'Arize et d'un tronçon de la vallée de l'Ariège avec ses quelques affluents, mais qui n'est plus que l'ombre du prestigieux comté qui s'étendit jusqu'à l'Espagne et même au-delà.
Elle se situe à 4 km à vol d'oiseau de Foix, préfecture du département, et à 9 km de Tarascon-sur-Ariège, bureau centralisateur du canton du Sabarthès dont dépend la commune depuis 2015 pour les élections départementales.
La commune fait en outre partie du bassin de vie de Foix.
Les communes les plus proches sont : 
Montgailhard (1,2 km), Ferrières-sur-Ariège (1,8 km), Montoulieu (2,2 km), Saint-Paul-de-Jarrat (3,4 km), Foix (4,5 km), Pradières (5,0 km), Celles (5,3 km), Mercus-Garrabet (5,3 km).
Prayols est limitrophe de cinq autres communes.
|       | Ferrières-sur-Ariège |                                           |
| Ganac | Prayols              | Montgailhard                              |
|       | Montoulieu           | Saint-Paul-de-Jarrat (par un quadripoint) |

### Superficie et relief
La superficie cadastrale de la commune publiée par l’Insee, qui sert de références dans toutes les statistiques, est de 7,76 km2,. La superficie géographique, issue de la BD Topo, composante du référentiel à grande échelle produit par l'IGN, est quant à elle de 7,91 km2. Son relief est particulièrement escarpé puisque la dénivelée maximale atteint 1 004 mètres. L'altitude du territoire varie entre 399 m et 1 403 m.

### Géologie
La commune est située dans les Pyrénées, une chaîne montagneuse jeune, érigée durant l'ère tertiaire (il y a 40 millions d'années environ), en même temps que les Alpes, certaines parties étant recouvertes par des formations superficielles. Les terrains affleurants sur le territoire communal sont constitués de roches pour partie sédimentaires et pour partie métamorphiques datant du Cénozoïque, l'ère géologique la plus récente sur l'échelle des temps géologiques, débutant il y a 66 millions d'années. La structure détaillée des couches affleurantes est décrite dans la feuille « n°1075 - Foix » de la carte géologique harmonisée au 1/50 000ème du département de l'Ariège, et sa notice associée.

### Hydrographie

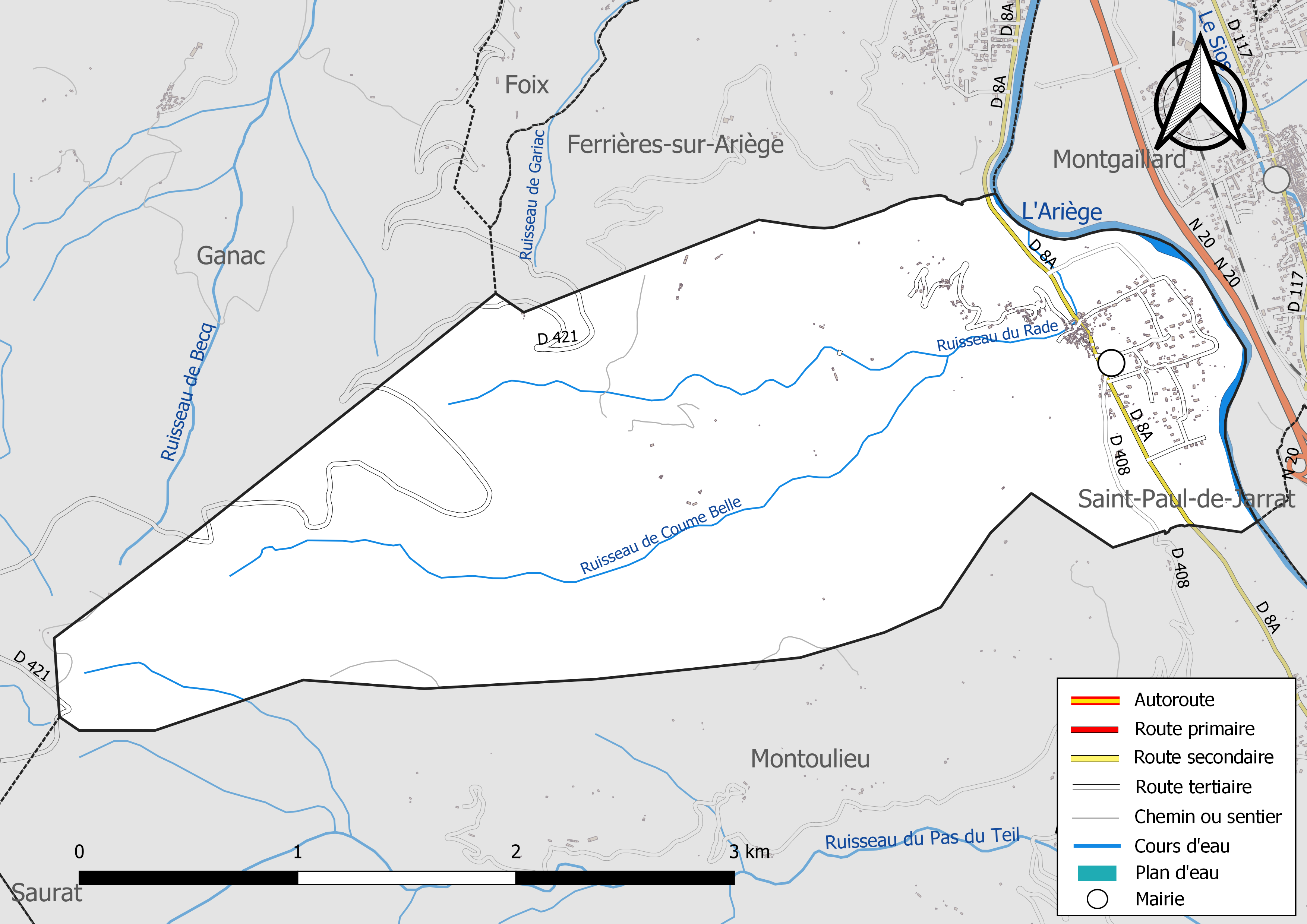
Réseaux hydrographique et routier de Prayols.

La commune est dans le bassin versant de la Garonne, au sein du bassin hydrographique Adour-Garonne. Elle est drainée par l'Ariège, le ruisseau de Coume Belle, le ruisseau du Rade et par un petit cours d'eau, constituant un réseau hydrographique de 10 km de longueur totale,.
L'Ariège, d'une longueur totale de 162,91 km, prend sa source dans la commune de Porta et s'écoule du sud vers le nord. Elle traverse la commune et se jette dans la Garonne à Portet-sur-Garonne, après avoir traversé 56 communes.

### Climat
Pour des articles plus généraux, voir Climat de l'Occitanie et Climat de l'Ariège.
En 2010, le climat de la commune est de type climat océanique altéré, selon une étude s'appuyant sur une série de données couvrant la période 1971-2000. En 2020, Météo-France publie une typologie des climats de la France métropolitaine dans laquelle la commune est exposée à un climat de montagne et est dans la région climatique Pyrénées centrales, caractérisée par une pluviométrie annuelle de 1 000 à 1 200 mm.
Pour la période 1971-2000, la température annuelle moyenne est de 12,1 °C, avec une amplitude thermique annuelle de 15,1 °C. Le cumul annuel moyen de précipitations est de 1 040 mm, avec 9,9 jours de précipitations en janvier et 7 jours en juillet. Pour la période 1991-2020, la température moyenne annuelle observée sur la station météorologique la plus proche, située sur la commune de Cos à 7 km à vol d'oiseau, est de 12,4 °C et le cumul annuel moyen de précipitations est de 1 004,0 mm,. Pour l'avenir, les paramètres climatiques de la commune estimés pour 2050 selon différents scénarios d'émission de gaz à effet de serre sont consultables sur un site dédié publié par Météo-France en novembre 2022.

### Milieux naturels et biodiversité

#### Espaces protégés
La protection réglementaire est le mode d’intervention le plus fort pour préserver des espaces naturels remarquables et leur biodiversité associée,.
La commune fait partie du parc naturel régional des Pyrénées ariégeoises, créé en 2009 et d'une superficie de 245 973 ha, qui s'étend sur 138 communes du département. Ce territoire unit les plus hauts sommets aux frontières de l’Andorre et de l’Espagne (la Pique d'Estats, le mont Valier, etc) et les plus hautes vallées des avants-monts, jusqu’aux plissements du Plantaurel.

#### Réseau Natura 2000

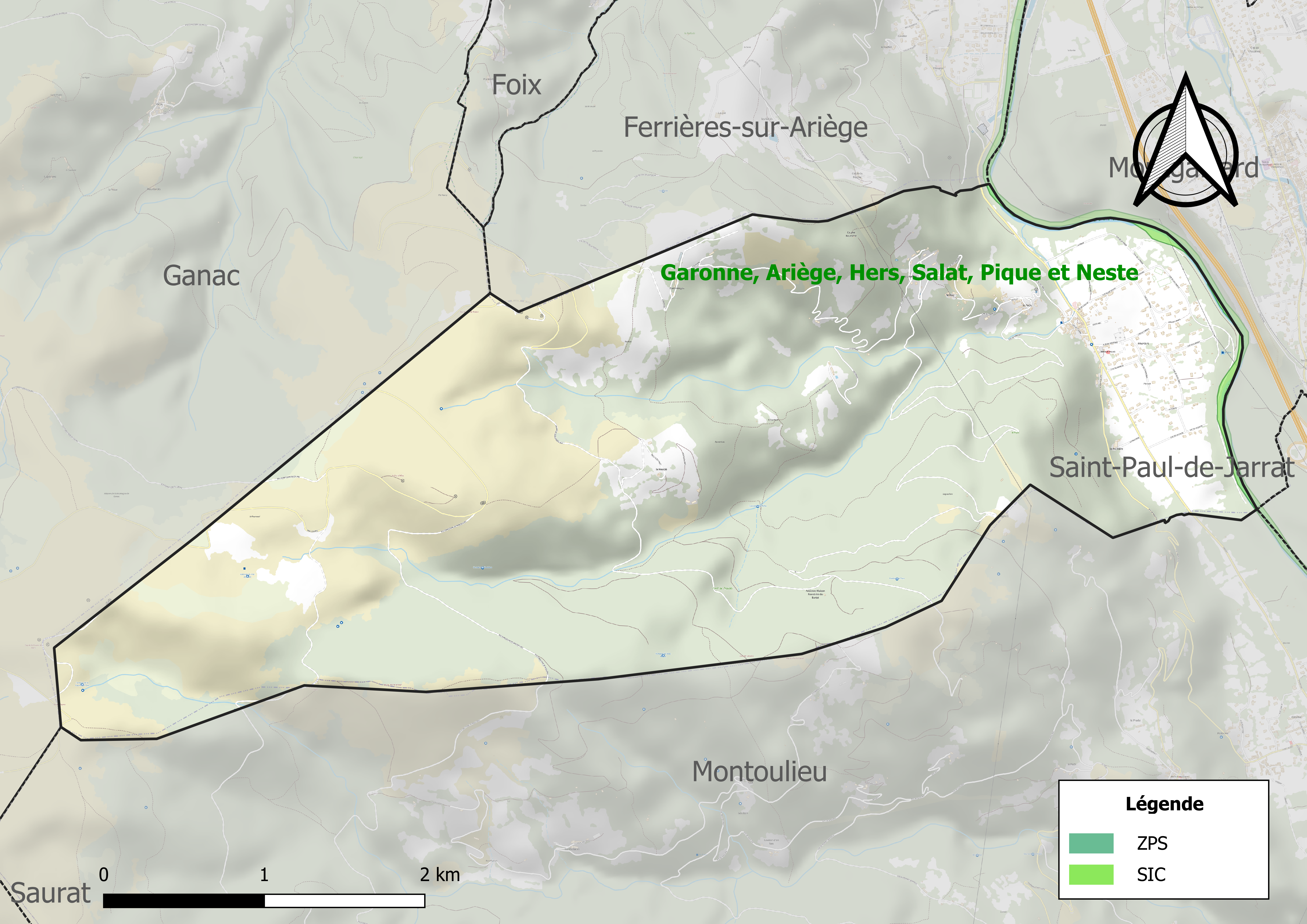
Site Natura 2000 sur le territoire communal.

Le réseau Natura 2000 est un réseau écologique européen de sites naturels d'intérêt écologique élaboré à partir des directives habitats et oiseaux, constitué de zones spéciales de conservation (ZSC) et de zones de protection spéciale (ZPS).
Un site Natura 2000 a été défini sur la commune au titre de la directive habitats : « Garonne, Ariège, Hers, Salat, Pique et Neste », d'une superficie de 9 581 ha, un réseau hydrographique pour les poissons migrateurs, avec des zones de frayères actives et potentielles importantes pour le Saumon en particulier qui fait l'objet d'alevinages réguliers et dont des adultes atteignent déjà Foix sur l'Ariège.

#### Zones naturelles d'intérêt écologique, faunistique et floristique
L’inventaire des zones naturelles d'intérêt écologique, faunistique et floristique (ZNIEFF) a pour objectif de réaliser une couverture des zones les plus intéressantes sur le plan écologique, essentiellement dans la perspective d’améliorer la connaissance du patrimoine naturel national et de fournir aux différents décideurs un outil d’aide à la prise en compte de l’environnement dans l’aménagement du territoire.
Deux ZNIEFF de type 1 sont recensées sur la commune :
le « cours de l'Ariège » (1 341 ha), couvrant 112 communes dont 86 dans l'Ariège et 26 dans la Haute-Garonne, et 
le « massif de l'Arize, zone d'altitude » (15 897 ha), couvrant 26 communes du département
et deux ZNIEFF de type 2, : 
- « L'Ariège et ripisylves » (1 975 ha), couvrant 56 communes dont 43 dans l'Ariège et 13 dans la Haute-Garonne[34] ;
- le « massif de l'Arize » (42 110 ha), couvrant 40 communes du département[35].

Carte des ZNIEFF de type 1 et 2 à Prayols.
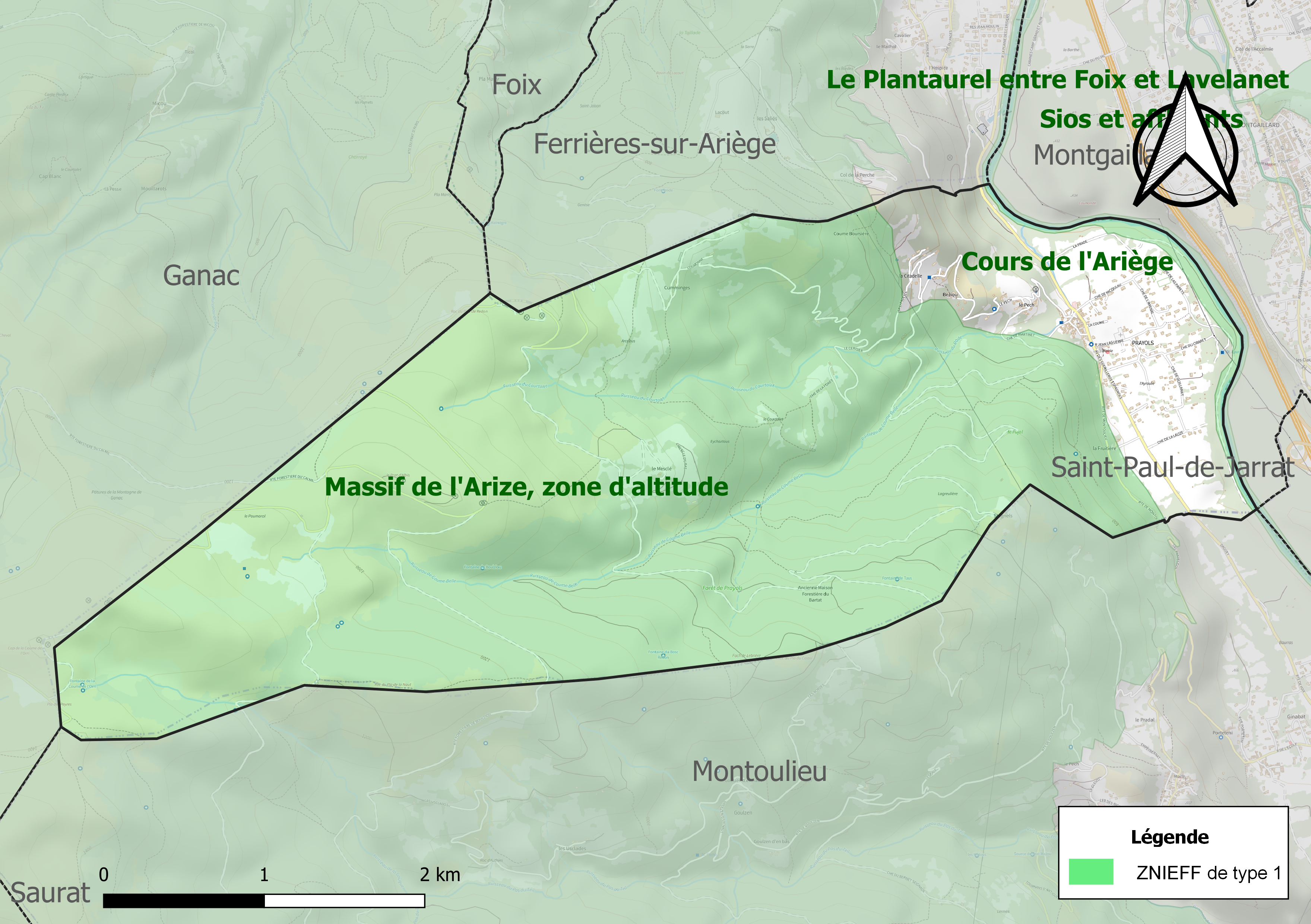
Carte des ZNIEFF de type 1 sur la commune.
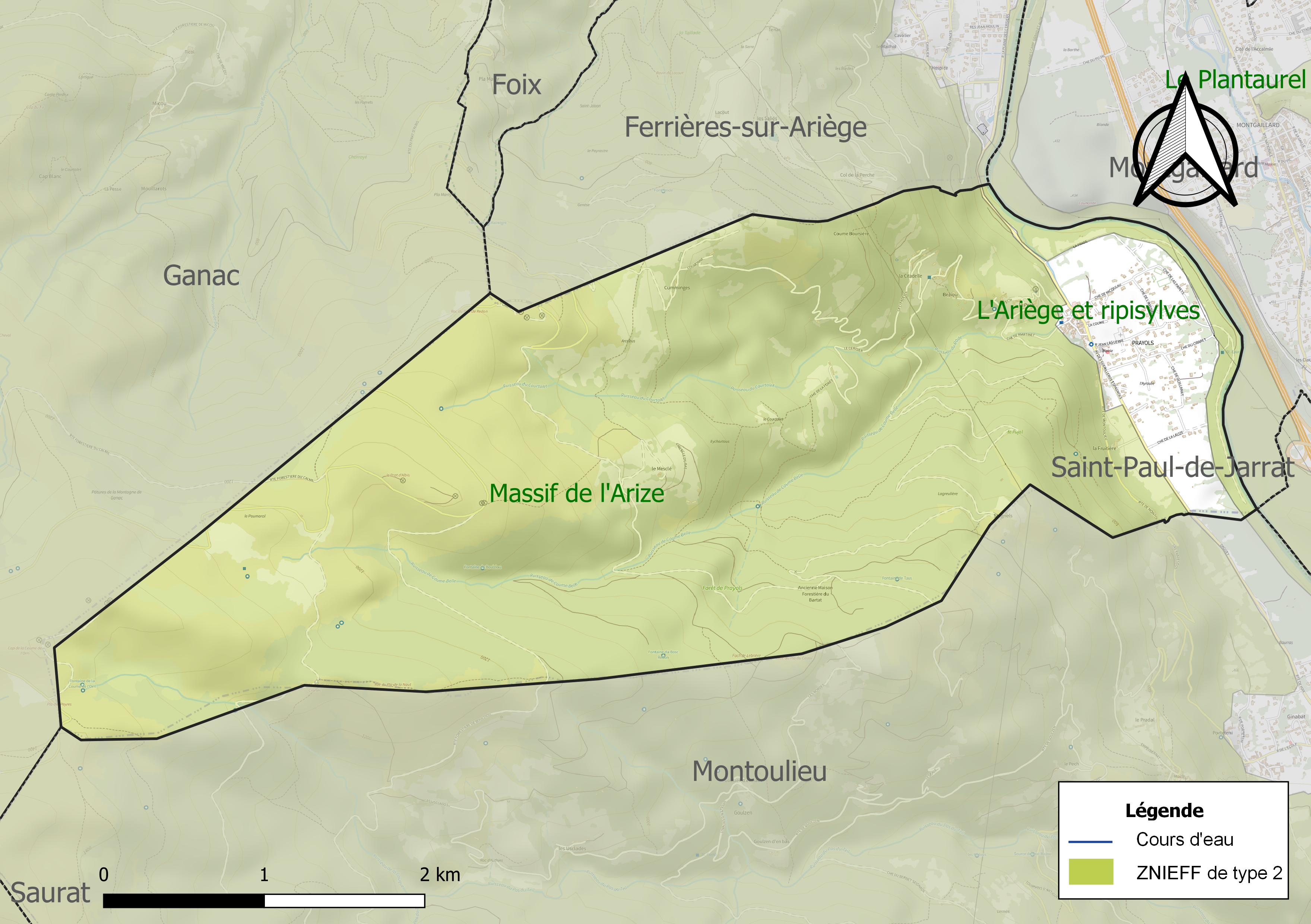
Carte des ZNIEFF de type 2 sur la commune.

## Urbanisme

### Typologie
Au 1er janvier 2024, Prayols est catégorisée commune rurale à habitat dispersé, selon la nouvelle grille communale de densité à 7 niveaux définie par l'Insee en 2022.
Elle est située hors unité urbaine. Par ailleurs la commune fait partie de l'aire d'attraction de Foix, dont elle est une commune de la couronne,. Cette aire, qui regroupe 38 communes, est catégorisée dans les aires de moins de 50 000 habitants,.

### Occupation des sols
L'occupation des sols de la commune, telle qu'elle ressort de la base de données européenne d’occupation biophysique des sols Corine Land Cover (CLC), est marquée par l'importance des forêts et milieux semi-naturels (81,3 % en 2018), une proportion identique à celle de 1990 (81,3 %). La répartition détaillée en 2018 est la suivante : 
forêts (52,2 %), milieux à végétation arbustive et/ou herbacée (29,1 %), prairies (9,9 %), zones urbanisées (4,6 %), zones agricoles hétérogènes (4,2 %). L'évolution de l’occupation des sols de la commune et de ses infrastructures peut être observée sur les différentes représentations cartographiques du territoire : la carte de Cassini (XVIIIe siècle), la carte d'état-major (1820-1866) et les cartes ou photos aériennes de l'IGN pour la période actuelle (1950 à aujourd'hui).

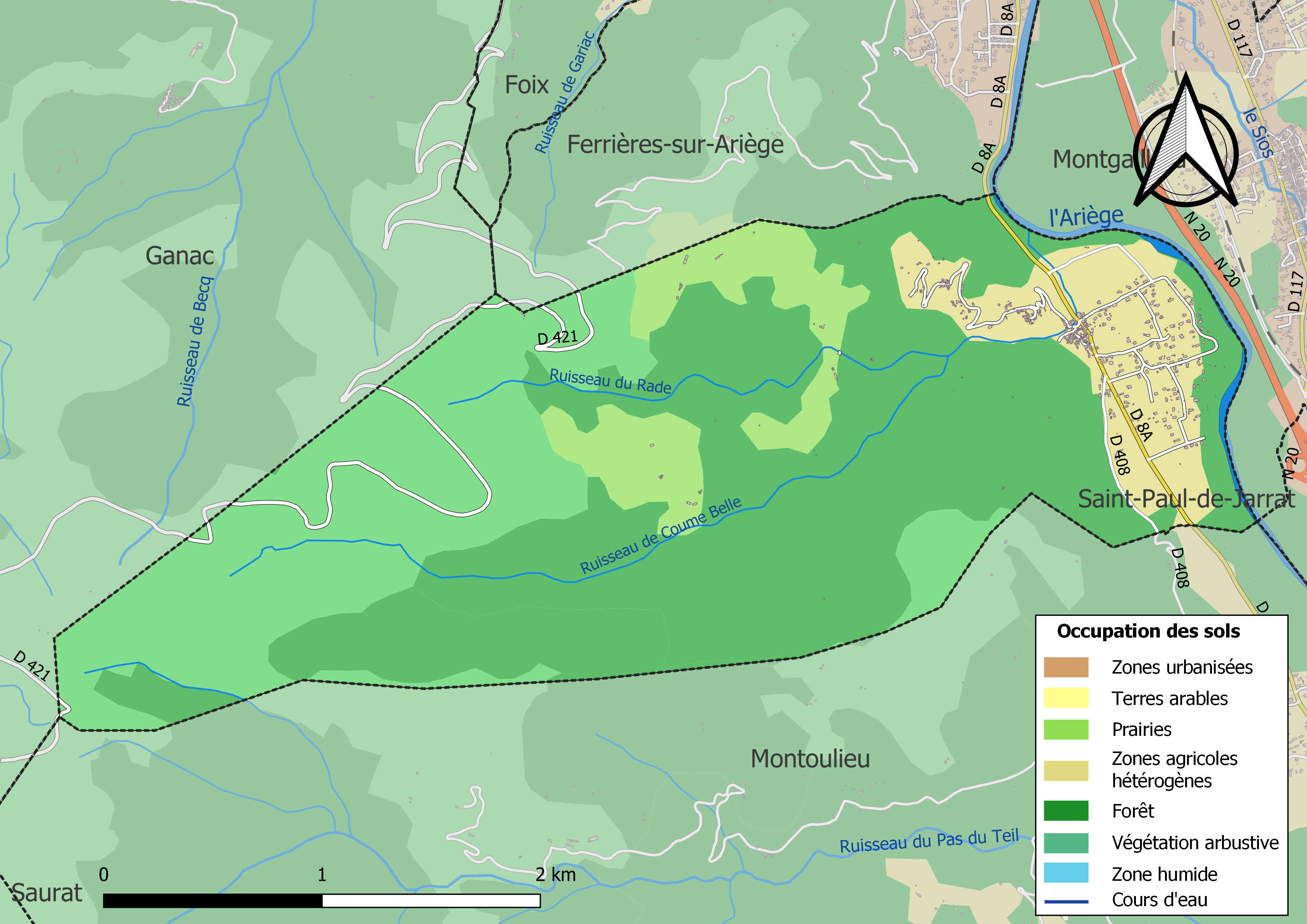
Carte des infrastructures et de l'occupation des sols de la commune en 2018 (CLC).

Prayols est une commune rurale,. Elle fait en effet partie des communes peu ou très peu denses, au sens de la grille communale de densité de l'Insee,.
Par ailleurs la commune fait partie de l'aire d'attraction de Foix, dont elle est une commune de la couronne. Cette aire, qui regroupe 38 communes, est catégorisée dans les aires de moins de 50 000 habitants,.

### Hameaux
La Citadelle, Courtallet, Cumminges, les Fages, Lassale, Mesclé, Le Pech...

### Habitat et logement
En 2018, le nombre total de logements dans la commune était de 226, alors qu'il était de 221 en 2013 et de 210 en 2008.
Parmi ces logements, 71,7 % étaient des résidences principales, 20,4 % des résidences secondaires et 8 % des logements vacants. Ces logements étaient pour 97,8 % d'entre eux des maisons individuelles et pour 2,2 % des appartements.
Le tableau ci-dessous présente la typologie des logements à Prayols en 2018 en comparaison avec celle de l'Ariège et de la France entière. Une caractéristique marquante du parc de logements est ainsi une proportion de résidences secondaires et logements occasionnels (20,4 %) inférieure à celle du département (24,6 %) mais supérieure à celle de la France entière (9,7 %). Concernant le statut d'occupation de ces logements, 82,1 % des habitants de la commune sont propriétaires de leur logement (82,3 % en 2013), contre 66,3 % pour l'Ariège et 57,5 % pour la France entière.
| Typologie                                               | Prayols | Ariège | France entière |
| ------------------------------------------------------- | ------- | ------ | -------------- |
| Résidences principales (en %)                           | 71,7    | 65,7   | 82,1           |
| Résidences secondaires et logements occasionnels (en %) | 20,4    | 24,6   | 9,7            |
| Logements vacants (en %)                                | 8       | 9,7    | 8,2            |

### Voies de communication et transports
Accès avec la route nationale 20 et la route départementale D 8A.

### Risques majeurs
Le territoire de la commune de Prayols est vulnérable à différents aléas naturels : inondations, climatiques (grand froid ou canicule), feux de forêts, mouvements de terrains et séisme (sismicité modérée). Il est également exposé à un risque technologique,  la rupture d'un barrage, et un risque particulier, le risque radon,.

#### Risques naturels

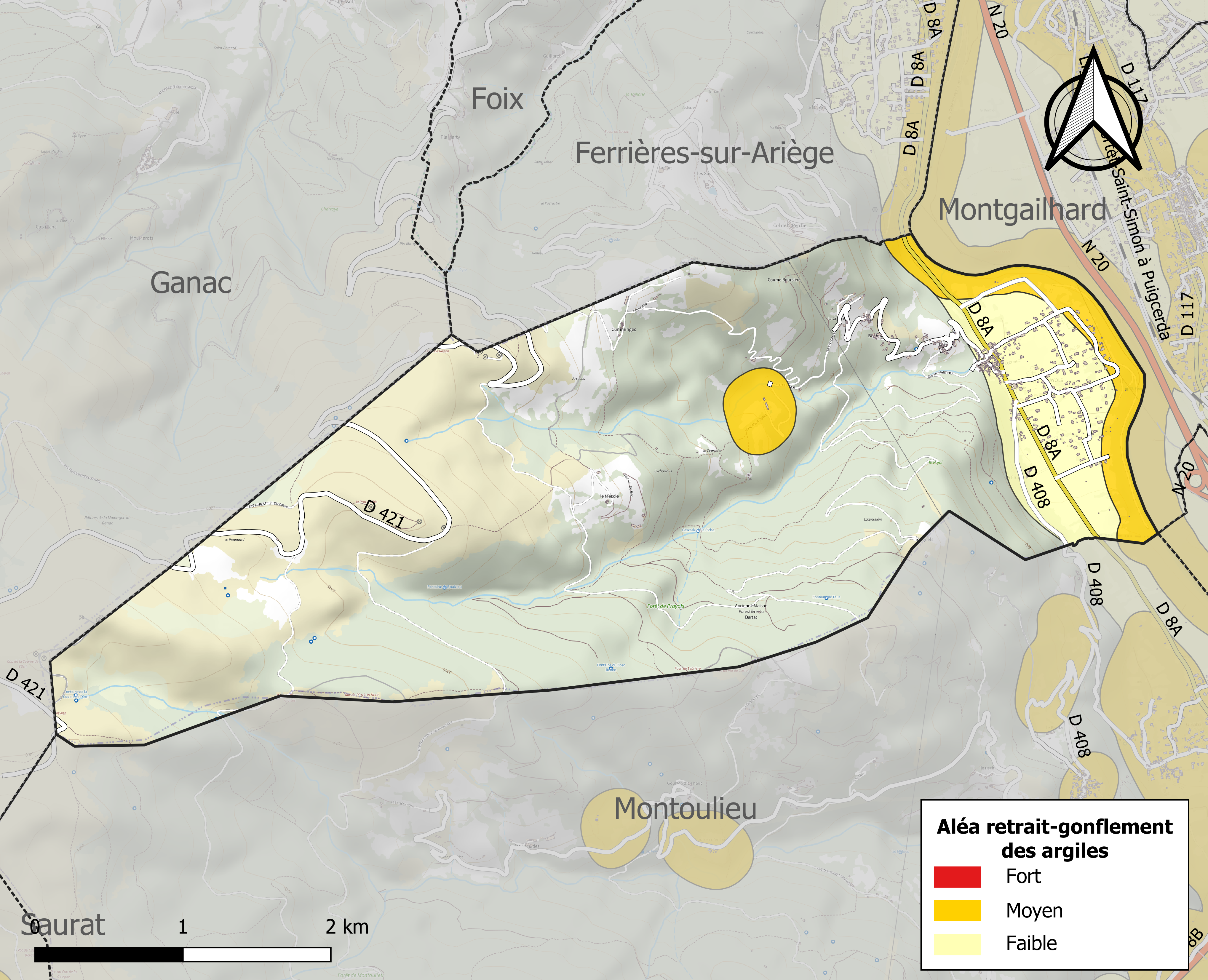
Zonage de l'aléa retrait-gonflement des argiles sur la commune de Prayols.

Certaines parties du territoire communal sont susceptibles d’être affectées par le risque d’inondation par débordement, crue torrentielle d'un cours d'eau, ou ruissellement d'un versant.
Les mouvements de terrains susceptibles de se produire sur la commune sont soit des chutes de blocs, soit des glissements de terrains, soit des effondrements liés à des cavités souterraines, soit des mouvements liés au retrait-gonflement des argiles. Près de 50 % de la superficie du département est concernée par l'aléa retrait-gonflement des argiles, dont la commune de Prayols. L'inventaire national des cavités souterraines permet par ailleurs de localiser celles situées sur la commune.

#### Risques technologiques
Dans le département de l’Ariège on dénombre cinq grands barrages susceptibles d’occasionner des dégâts en cas de rupture. La commune fait partie des 80 communes susceptibles d’être touchées par l’onde de submersion consécutive à la rupture d’un de ces barrages.

#### Risque particulier
Dans plusieurs parties du territoire national, le radon, accumulé dans certains logements ou autres locaux, peut constituer une source significative d’exposition de la population aux rayonnements ionisants. Toutes les communes du département sont concernées par le risque radon à un niveau plus ou moins élevé. Selon la classification de 2018, la commune de Prayols est classée en zone 3, à savoir zone à potentiel radon significatif.

## Histoire
En 987, le comte Roger Ier de Carcassonne et sa femme Azalaïs donnent à l’abbaye Saint-Volusien de Foix des domaines sis à « Praiols », selon les Chroniques romanes d'Arnaud Esquerrier et Bibliothèque nationale (MS, coll. Doat, T1, P. 85).
La commune a été gravement inondée dans la nuit du 23 au 24 mai 1839.

## Politique et administration

### Découpage territorial
La commune de Prayols est membre de la communauté d'agglomération Pays Foix-Varilhes, un établissement public de coopération intercommunale (EPCI) à fiscalité propre créé le 16 novembre 2016 dont le siège est à Foix. Ce dernier est par ailleurs membre d'autres groupements intercommunaux.
Sur le plan administratif, elle est rattachée à l'arrondissement de Foix, au département de l'Ariège, en tant que circonscription administrative de l'État, et à la région Occitanie.
Sur le plan électoral, elle dépend du canton du Sabarthès pour l'élection des conseillers départementaux, depuis le redécoupage cantonal de 2014 entré en vigueur en 2015, et de la première circonscription de l'Ariège  pour les élections législatives, depuis le redécoupage électoral de 1986.

### Administration municipale
Le nombre d'habitants au recensement de 2011 étant compris entre 100 et 499, le nombre de membres du conseil municipal pour l'élection de 2014 est de onze,.

### Liste des maires
| Période                                  | Période  | Identité         | Étiquette | Qualité                           |
| ---------------------------------------- | -------- | ---------------- | --------- | --------------------------------- |
| avant 1988                               | ?        | Jean Laguerre    |           |                                   |
| mars 2001                                | 2001     | Jeanine Pascal   |           |                                   |
| 2002                                     | En cours | Francis Laguerre | DVG       | Retraité de l'Éducation nationale |
| Les données manquantes sont à compléter. |          |                  |           |                                   |

## Population et société

### Démographie
L'évolution du nombre d'habitants est connue à travers les recensements de la population effectués dans la commune depuis 1793. Pour les communes de moins de 10 000 habitants, une enquête de recensement portant sur toute la population est réalisée tous les cinq ans, les populations de référence des années intermédiaires étant quant à elles estimées par interpolation ou extrapolation. Pour la commune, le premier recensement exhaustif entrant dans le cadre du nouveau dispositif a été réalisé en 2008.

En 2022, la commune comptait 366 habitants, en évolution de −2,92 % par rapport à 2016 (Ariège : +1,48 %, France hors Mayotte : +2,11 %).
| 1793 | 1800 | 1806 | 1821 | 1831 | 1836 | 1841 | 1846 | 1851 |
| ---- | ---- | ---- | ---- | ---- | ---- | ---- | ---- | ---- |
| 280  | 303  | 325  | 305  | 356  | 363  | 224  | 361  | 364  |

| 1856 | 1861 | 1866 | 1872 | 1876 | 1881 | 1886 | 1891 | 1896 |
| ---- | ---- | ---- | ---- | ---- | ---- | ---- | ---- | ---- |
| 375  | 384  | 414  | 422  | 425  | 411  | 403  | 418  | 412  |

| 1901 | 1906 | 1911 | 1921 | 1926 | 1931 | 1936 | 1946 | 1954 |
| ---- | ---- | ---- | ---- | ---- | ---- | ---- | ---- | ---- |
| 349  | 351  | 315  | 285  | 252  | 233  | 203  | 183  | 183  |

| 1962 | 1968 | 1975 | 1982 | 1990 | 1999 | 2006 | 2008 | 2013 |
| ---- | ---- | ---- | ---- | ---- | ---- | ---- | ---- | ---- |
| 163  | 150  | 159  | 186  | 205  | 305  | 347  | 359  | 383  |

| 2018 | 2022 | - | - | - | - | - | - | - |
| ---- | ---- | - | - | - | - | - | - | - |
| 365  | 366  | - | - | - | - | - | - | - |

| selon la population municipale des années : | 1968 | 1975 | 1982 | 1990 | 1999 | 2006 | 2009 | 2013 |
| Rang de la commune dans le département      | 206  | 126  | 118  | 118  | 93   | 88   | 84   | 83   |
| Nombre de communes du département           | 340  | 328  | 330  | 332  | 332  | 332  | 332  | 332  |

### Enseignement
Prayols fait partie de l'académie de Toulouse.
L’école située sur la commune Ferrières est gérée par un syndicat intercommunal à vocation éducative (SIVE) pour les deux communes.

### Culture et festivités
Foyer rural, comité des fêtes, chorale, Spectacle équestre fin août "Les cascadeurs écuyers de l’Ariège"

### Activités sportives
Lieu de passage de la 15e étape du Tour de France 2007, pétanque prayolaise, gymnastique, randonnée pédestre, chasse, Début mai, course sportive  "Trail du Quartz"

## Économie

### Revenus
En 2018, la commune compte 166 ménages fiscaux, regroupant 377 personnes. La médiane du revenu disponible par unité de consommation est de 23 240 € (19 820 € dans le département).

### Emploi
| Division       | 2008  | 2013   | 2018   |
| -------------- | ----- | ------ | ------ |
| Commune        | 0,9 % | 9,2 %  | 5,8 %  |
| Département    | 8,9 % | 11,1 % | 11,2 % |
| France entière | 8,3 % | 10 %   | 10 %   |

En 2018, la population âgée de 15 à 64 ans s'élève à 258 personnes, parmi lesquelles on compte 75,2 % d'actifs (69,4 % ayant un emploi et 5,8 % de chômeurs) et 24,8 % d'inactifs,. Depuis 2008, le taux de chômage communal (au sens du recensement) des 15-64 ans est inférieur à celui de la France et du département.
La commune fait partie de la couronne de l'aire d'attraction de Foix, du fait qu'au moins 15 % des actifs travaillent dans le pôle,. Elle compte 19 emplois en 2018, contre 10 en 2013 et 18 en 2008. Le nombre d'actifs ayant un emploi résidant dans la commune est de 180, soit un indicateur de concentration d'emploi de 10,6 % et un taux d'activité parmi les 15 ans ou plus de 61,1 %.
Sur ces 180 actifs de 15 ans ou plus ayant un emploi, 17 travaillent dans la commune, soit 9 % des habitants. Pour se rendre au travail, 91,7 % des habitants utilisent un véhicule personnel ou de fonction à quatre roues, 1,7 % les transports en commun, 3,4 % s'y rendent en deux-roues, à vélo ou à pied et 3,3 % n'ont pas besoin de transport (travail au domicile).

### Activités hors agriculture
10 établissements sont implantés  à Prayols au 31 décembre 2019.
Le secteur du commerce de gros et de détail, des transports, de l'hébergement et de la restauration est prépondérant sur la commune puisqu'il représente 40 % du nombre total d'établissements de la commune (4 sur les 10 entreprises implantées  à Prayols), contre 27,5 % au niveau départemental.

### Agriculture
|                                   | 1988 | 2000 | 2010 |
| --------------------------------- | ---- | ---- | ---- |
| Exploitations                     | 13   | 8    | 5    |
| Superficie agricole utilisée (ha) | 201  | 152  | 58   |

La commune fait partie de la petite région agricole dénommée « Région sous-pyrénéenne ». En 2010, l'orientation technico-économique de l'agriculture  sur la commune est l'élevage de bovins pour la viande. Cinq exploitations agricoles ayant leur siège dans la commune sont dénombrées lors du recensement agricole de 2010 (douze en 1988). La superficie agricole utilisée est de 58 ha.

## Culture locale et patrimoine

### Lieux et bâtiments
- Église Notre-Dame-de-l'Assomption ;
- Cascades de la Piche[67], en forêt de Prayols, sur le ruisseau de Coume Belle issu du Prat d'Albis ;
- Monument national aux Guérilleros, œuvre de Manolo Valiente.

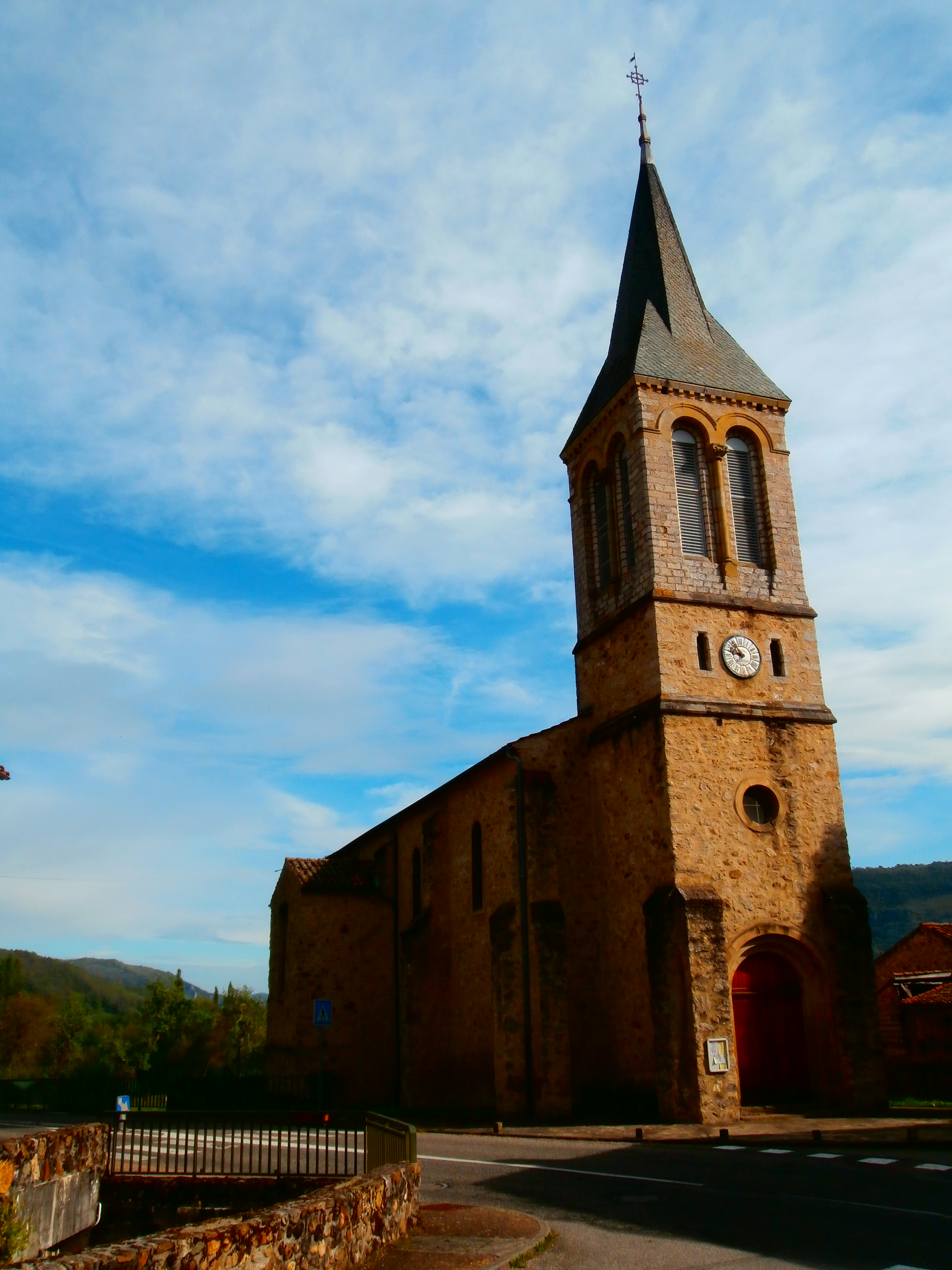
Photo de l'église.
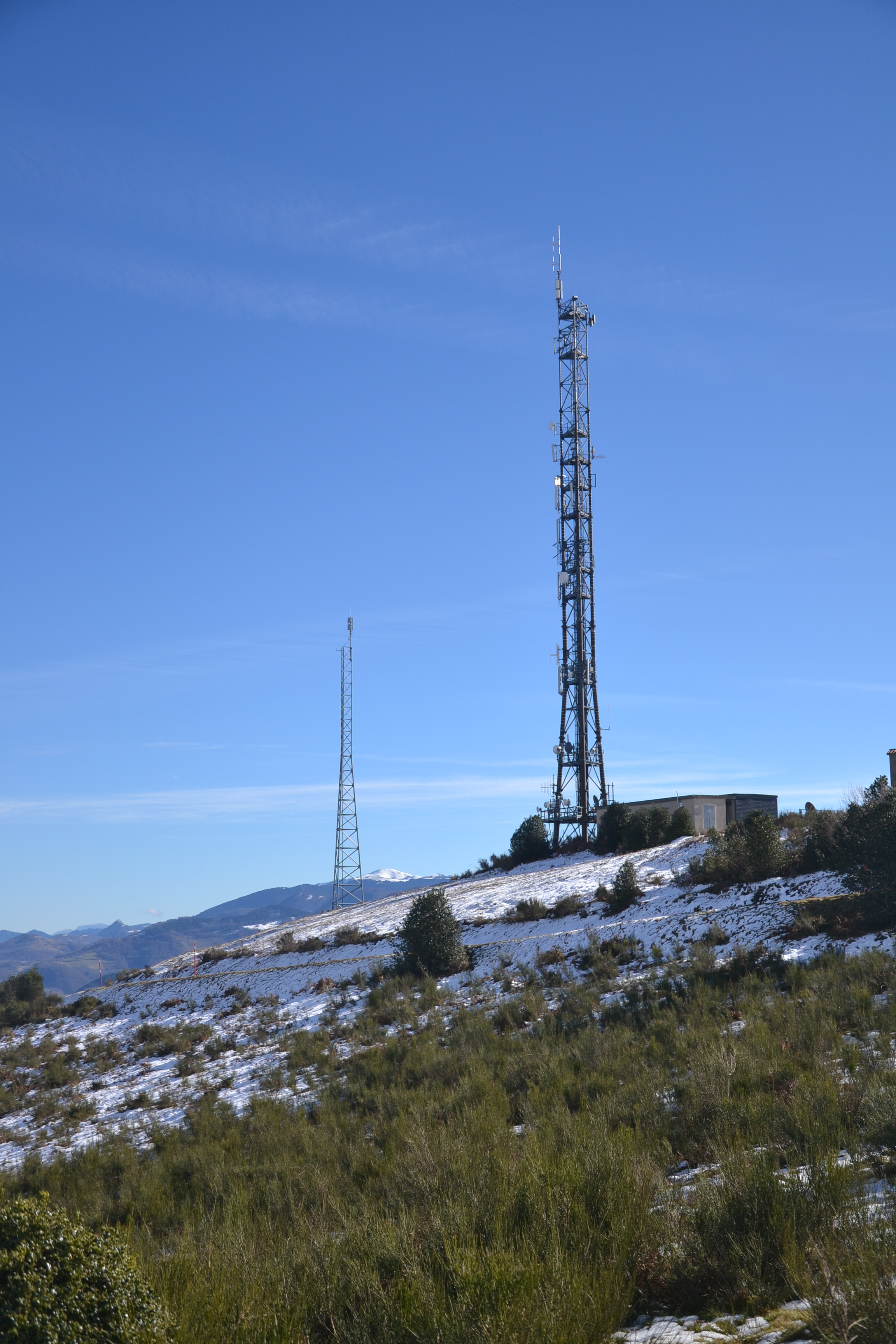
Antenne du Prat de Redon.

### Personnalités liées à la commune
- Guérillero espagnol
- Jean-Germain Caralp (1761 - 1837), lieutenant-colonel, chevalier de l'Empire. Né le 3 novembre 1761 à Montoulieu, près de Prayols (Ariège). Décédé le 2 juin 1837 à Prayols et inhumé dans cette commune[68]. Maire de Prayols de 1832 à janvier 1837.

## Pour approfondir